# Joe Zawinul
Josef Erich Zawinul (/ˈzɒvɪnəl/ zov-IN-əl; n. 7 iulie 1932, Viena, Republica Austriacă – d. 11 septembrie 2007, Viena, Austria) a fost un pianist și compozitor austriac de jazz și jazz fusion (unul dintre pionierii muzicali ai acestui sub-gen muzical din urmă de-a lungul anilor '60 respectiv '70). Remarcându-se inițial cu saxofonistul Cannonball Adderley în anii '60, Zawinul a continuat să cânte cu Miles Davis și să devină unul dintre creatorii jazz fusion-ului, un gen muzical care a combinat jazz-ul cu rock-ul precum și alte genuri muzicale. Joe Zawinul a co-fondat grupurile muzicale Weather Report (împreună cu saxofonistul Wayne Shorter), Weather Update și The Zawinul Syndicate. Totodată, a fost pionier în utilizarea pianului electric și a sintetizatorului, fiind numit „Cel mai bun pianist electric” de douăzeci și opt de ori de către cititorii prestigioasei reviste DownBeat⁠(d).

## Biografie

### Viața timpurie și cariera
Zawinul a crescut la Viena, Austria. Acordeonul a fost primul său instrument. Când avea șase sau șapte ani, a studiat clarinetul, vioara și pianul la Conservatorul din Viena (Konservatorium Wien). În anii 1950 a fost pianist personal pentru casa de discuri Polydor. A lucrat ca muzician de jazz cu Hans Koller, Friedrich Gulda, Karl Drewo și Fatty George. În 1959 s-a mutat în SUA pentru a urma Berklee College of Music, dar o săptămână mai târziu a primit o ofertă de muncă de la Maynard Ferguson, așa că a părăsit școala și a plecat în turneu. Apoi a însoțit-o pe Dinah Washington. A petrecut cea mai mare parte a anilor 1960 cu Cannonball Adderley. În acest timp, a scris „Mercy, Mercy, Mercy”, „Walk Tall” și „Country Preacher” și a cântat la pianul electric. După cum se povestește în necrologul lui Zawinul din New York Times, „Era mai puțin obișnuit ca un lider de trupă negru precum Adderley să angajeze un membru alb precum domnul Zawinul, iar turneele puteau fi problematice. „Adesea trebuia să stau în partea de jos a mașinii când conduceam prin anumite părți ale Sudului”, a spus domnul Zawinul într-un interviu din 1997 cu Anil Prasad de la revista Innerviews. Dar, a adăugat acesta, cu caracteristică bravadă, „Acele lucruri nu m-au deranjat niciodată, am vrut să cânt muzică cu cei mai buni și am putut să cânt la acel nivel cu cei mai buni.” La sfârșitul deceniului, Zawinul a înregistrat împreună cu Miles Davis albumele In a Silent Way (1969) și Bitches Brew (1970), în timp ce Davis a pionierat genul de jazz fusion combinând jazz-ul cu rock-ul.

### Cu Weather Report

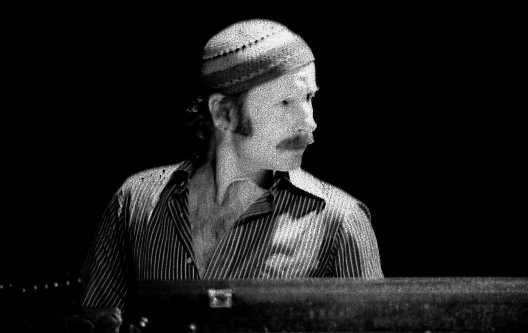
Joe Zawinul cântând live la clape cu Weather Report în Toronto, Canada în 1977 (foto: Jean-Luc Ourlin).

În 1970, Zawinul a fondat grupul muzical Weather Report împreună cu saxofonistul Wayne Shorter. Primii lor doi ani au subliniat un format de improvizație de grup relativ deschis, similar cu ceea ce făcea Miles Davis într-un format mai orientat spre rock în anii '60. Cu toate acestea, Zawinul a început să facă schimbări cu al treilea album, Sweetnighter (1973). Elementele funk precum chitara bas și pedala wah-wah au început să fie introduse în sunetul trupei. Odată cu cel de-al patrulea album, Mysterious Traveler (1974), formele muzicale au fost compuse asemănător muzicii clasice, iar combinația de armonii jazz cu groove-ul anilor 1970 a ajutat la mutarea formației în perioada sa de cel mai mare succes comercial care s-a desfășurat la sfârșitul anilor 1970.
Cel mai mare succes comercial al trupei a venit din compoziția lui Zawinul intitulată „Birdland” de pe albumul Heavy Weather din 1977, care a ajuns pe locul 30 în topul albumelor pop Billboard. „Birdland” este una dintre cele mai cunoscute piese de jazz ale anilor 1970, înregistrată de The Manhattan Transfer, Quincy Jones, Maynard Ferguson⁠(d) și Buddy Rich, printre alții. Cântecul i-a câștigat trei premii Grammy.
Weather Report a fost activ până la mijlocul anilor 1980 (mai precis până în anul 1986), Zawinul și Shorter rămânând singurii membri constanți prin mai multe schimburi de personal/line-up-uri. Ulterior, Shorter și Zawinul au mers pe drumuri separate după ce au înregistrat Sportin' Life (1985), dar au aflat ulterior că trebuie să mai producă un album de studio pentru a-și îndeplini contractul (i.e. obligațiile contractuale) cu CBS Records până la capăt. This is This! (1986) a devenit astfel ultimul album al trupei (pe care a cântat ca invitat chitaristul Carlos Santana pe două piese de asemenea).
În 1991, Zawinul a primit un doctorat onorific în muzică de la Berklee College of Music și cu această ocazie a cântat cu un grup format din Matthew Garrison, Torsten de Winkel, Abe Laboriel Jr. și Melvin Butler.

### Cu The Zawinul Syndicate

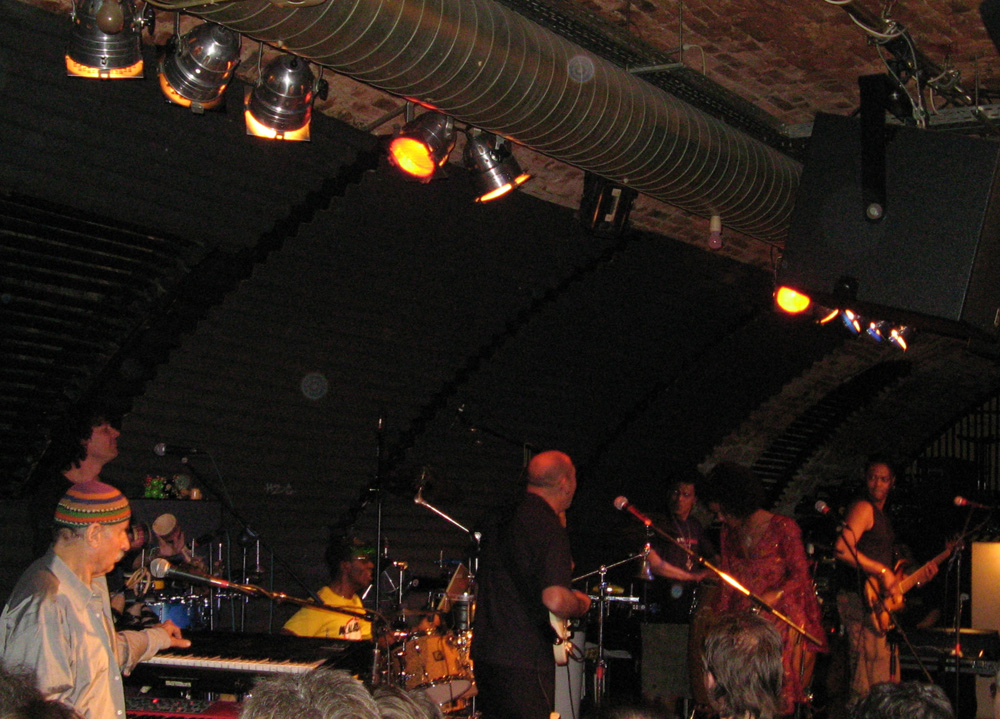
The Zawinul Syndicate, cântând live la Freiburg, 28 martie 2007

The Zawinul Syndicate a fost o trupă de jazz fusion formată în 1988. A evoluat din Weather Report (exact ca predecesoare acesteia fondată către finele anilor '80, mai precis Weather Update). Stilul lor ar putea fi descris ca o combinație de groove-uri neobișnuite, ritmuri de conducere și swinging și multe împrumuturi din diferite culturi muzicale (cel mai notabil din muzica world). Zawinul însuși a declarat că a dat numele trupei datorită unui sindicat care seamănă mai mult cu o familie decât „doar” cu o trupă. După moartea lui Zawinul în 2007, câțiva membri ai (The) Zawinul Syndicate au decis să se reunească și să interpreteze muzica lui Zawinul live sub numele lor prescurtat Syndicate. Câțiva membri importanți ai formației de-a lungul anilor includ Scott Henderson, Bobby Thomas Jr, Linley Marthe, Paco Sery, Manolo Badrena, Nathaniel Townsley, Sabine Kabongo, Gary Poulson, Richard Bona și Victor Bailey.

### Poveștile Dunării (Stories of the Danube)
Zawinul a scris și o simfonie între 1995 și 1996, intitulată Poveștile Dunării (Stories of the Danube⁠(d)), care a fost comandată de Brucknerhaus, Linz, Austria. A fost interpretată pentru prima dată ca parte a Linzer Klangwolke (un eveniment de difuzare în aer liber la scară largă), pentru deschiderea Festivalului Bruckner din 1993 din Linz. În cele șapte mișcări ale sale, simfonia urmărește cursul Dunării de la Donaueschingen prin diferite țări terminând la Marea Neagră. A fost înregistrată în 1995 de Orchestra Filarmonicii de Stat din Cehia, Brno, dirijată de Caspar Richter.

### Moarte

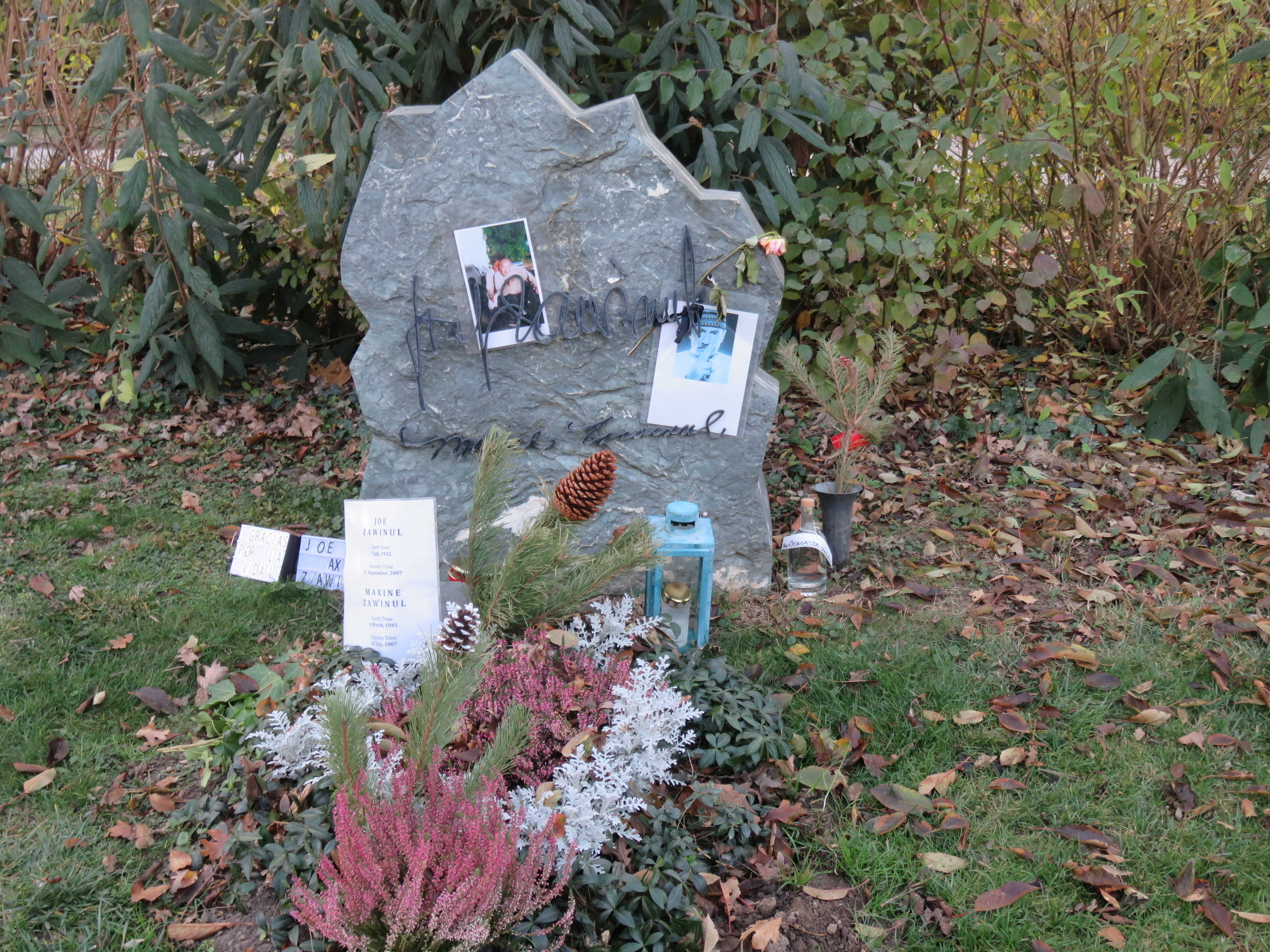
Mormântul lui Joe Zawinul în Cimitirul Central din Viena, Viena

Zawinul s-a îmbolnăvit și a fost internat în Viena sa natală la data de 7 august 2007, după ce a încheiat un turneu european de cinci săptămâni. A murit puțin peste o lună mai târziu din cauza unei forme rare de cancer de piele (carcinom cu celule Merkel) la 11 septembrie 2007. A fost incinerat la Feuerhalle Simmering și cenușa lui a fost îngropată în Cimitirul Central din Viena. Soția lui Maxine murise la începutul aceluiași an. Au rămas în supraviețuire fiii lor Erich, Ivan și Anthony.

## Discografie

### Compilații
- Concerto Retitled (Atlantic, 1976)
- Joe Zawinul and the Austrian All Stars, His majesty swinging nephews 1954 - 1957 (RST, 1992)
- The ESC Years (ESC, 2011)

### Ca lider alWeather Report
- 1971: Weather Report (Columbia, 1971)
- 1972: I Sing the Body Electric (Columbia, 1972)
- 1972: Live in Tokyo (CBS/Sony, 1972) – un album preponderent live
- 1973: Sweetnighter (Columbia, 1973)
- 1974: Mysterious Traveller (Columbia, 1974)
- 1975: Tale Spinnin' (Columbia, 1975)
- 1975–76: Black Market (Columbia, 1976)
- 1976–77: Heavy Weather (Columbia, 1977)
- 1978: Mr. Gone (Columbia, 1978)
- 1978–79: 8:30 (Columbia, 1979) – live
- 1980: Night Passage (Columbia, 1980)
- 1981: Weather Report (Columbia, 1982)
- 1983: Procession (Columbia, 1983)
- 1983: Domino Theory (Columbia, 1984)
- 1984: Sportin' Life (Columbia, 1985)
- 1985: This is This! (Columbia, 1986)

### Compilații postume
- Live and Unreleased (Columbia, 2002), 2 CD-uri
- Forecast: Tomorrow (Columbia, 2006), 3 CD-uri și DVD-Video
- The Legendary Live Tapes: 1978-1981 (Columbia, 2015), 4CD-uri

### Ca lider al Weather Update[a]
- Joe Zawinul and Weather Update (Pioneer/Geneon, 2005), DVD-Video – înregistrare live din 1986 la sala Filarmonicii din München. Lansare postumă.

## Biografii
- Glasser, Brian (2001). In a Silent Way: A Portrait of Joe Zawinul. London: Sanctuary. ISBN 1-86074-326-9. OCLC 45900631.
- Baumann, Gunther (2002). Zawinul: Ein Leben aus Jazz [Zawinul: A Life of Jazz] (in German). Salzburg; Wien: Frankfurt am Main; Residenz. ISBN 3-7017-1291-3. OCLC 469270497.
- Yamashita, Kunihiko (2006). Joe Zawinul: On the Creative Process. Tokyo: Rittor Music. ISBN 4-8456-1337-9. OCLC 169983180.